# Mathias Kaplan

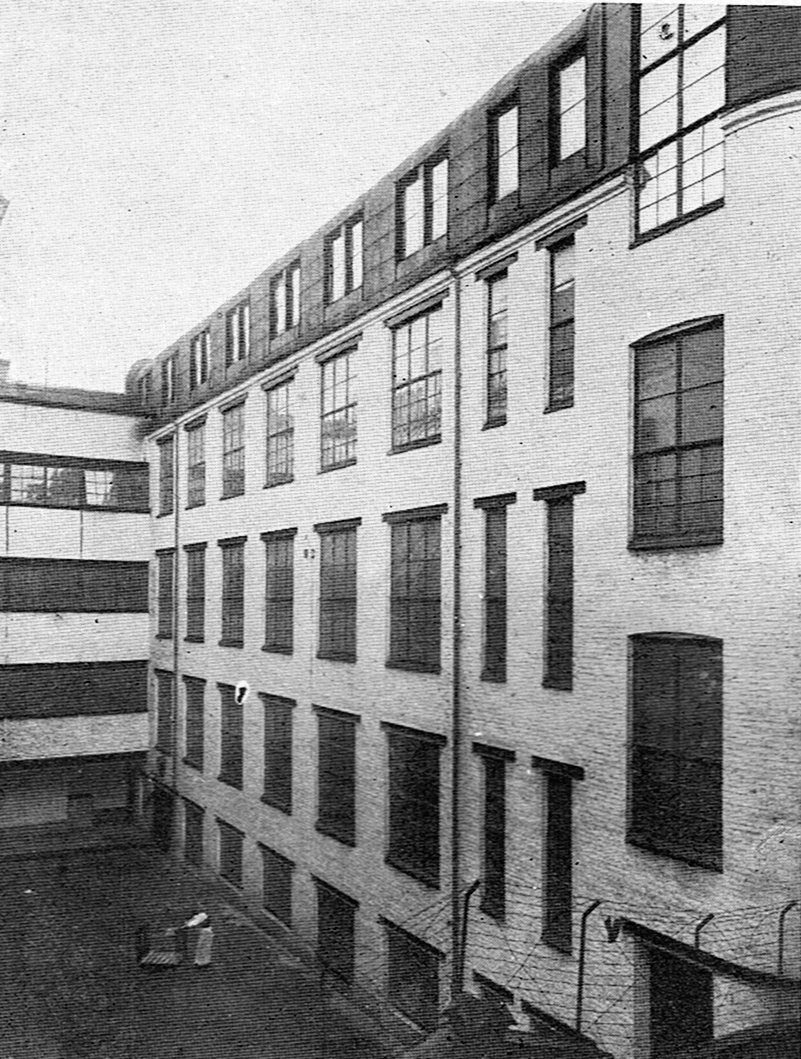
Nordiska Linnefabriken på Tredje Långgatan. Gårdsexteriör (1923).

Mathias Kaplan, född den 8 april 1863 i Grodno, nuvarande Vitryssland, död den 9 februari 1926 i Göteborg, var en svensk direktör och industriman.
Han var son till rabbinen Leon Kaplan och Anna Finkel. Efter att han utexaminerats från prästseminariet i hemstaden Grodno och arbetat en tid inom tobaksindustrin, emigrerade han 1885 till Göteborg. Han blev svensk medborgare och grundade Cigarrfabriken Kronan, som han ägde fram till 1913, då den köptes upp av Förenade Svenska Tobaksfabriker. 
Kaplan bytte då bransch och grundlade redan 1912 Nordiska Linnefabriken med verksamhet i en fastighet vid Kaponjärgatan 8. Firman expanderade och var i början av 1920-talet en av landets ledande tillverkare av kragar, manschetter, skjortor och pyjamas. Man flyttade 1920 in i nya och för tiden toppmoderna lokaler på Tredje Långgatan och sysselsatte då omkring 175 arbetare.
Mathias Kaplan var far till Aina Kaplan, som var mor till Pehr G Gyllenhammar (1935-2024).